# 高橋信夫 (工学者)
高橋 信夫（たかはし のぶお）は、日本の工学者。工学博士（東京工業大学）。専門は触媒化学を研究。北見工業大学名誉教授。前学長。
埼玉県出身。1971年（昭和46年）東京工業大学工学部化学工学科を卒業。同大学院理工学研究科博士課程修了。1976年（昭和51年）東京工業大学理学部化学科助手。1979年（昭和54年）北見工業大学工学部講師。1981年（昭和56年）同工学部助教授。1993年（平成5年）年同工学部教授。2002年（平成14年）北見工業大学理事・副学長（総務担当）。2008年（平成20年）度石油学会論文賞受賞。2012年（平成24年）貴金属担持触媒に関する基礎的研究ならびに学会活動における貢献により触媒学会功績賞受賞。2013年（平成25年）触媒学会監事。2014年（平成26年）北見工業大学9代学長に就任（～2018年3月末）。2017年（平成29年）北見市総合計画審議会会長。2018年（平成30年）北見工業大学名誉教授。2020年（令和2年）室蘭工業大学監事。2024年、瑞宝中綬章受章。